# Pehr Meurling
Pehr Meurling, född 7 juni 1707 i Kristdala församling, Kalmar län, död 23 februari 1794 i Kristdala församling, Kalmar län, var en svensk präst.

## Biografi
Pehr Meurling föddes 1707 i Kristdala församling. Han var son till kyrkoherden Olof Meurling i Kristdala församling och Maria Duraea. Meurling blev 1727 student vid Uppsala universitet och avlade filosofie kandidatexamen vid universitetet 1733. Han prästvigdes 7 juni 1735 och blev pastorsadjunkt i Kristdala församling. Meuling blev 14 juni 1738 kyrkoherde i Kristdala församling och 1765 prost.  Han var riksdagsman för prästeståndet vid riksdagen 1765 och riksdagen 1771–1772. Meurling tog 6 juni 1789 tjänstledig på egen begäran. Han avled 1794 i Kristdala församling.

### Familj
Meurling gifte sig 16 september 1736 med Johanna Westius (1714–1787), dotter till kyrkoherden Martinus Westius i Håbo-Tibble församling och Magdalena Tibelius. De fick tillsammans barnen docenten Mårten Gustaf Meurling (1737–1805) på Syserums säteri, Maria Elisabet Meurling (1738–1741), kyrkoherden Olof Meurling i Södra Vi församling, Maria Magdalena Meurling som var gift med kyrkoherden Magnus Constans Pontin i Torpa församling, Katarina Elisabet Meurling (1743–1743),, Katarina Elisabet Meurling som var gift med David Pontin i Hägerstads församling, kyrkoherden Pehr Meurling (1746-1826) i Kristdala församling, Ulrika Meurling (1748–1749) och Johan Jakob Meurling (1750–1751).